# August Kekulé
August Kekulé (eredeti nevén  Friedrich August Kekule,  1895-től a cseh nemesi cím birtokában a Kekule von Stradonitz toldattal (Darmstadt, 1829. szeptember 7. – Bonn, 1896. július 13.) német elméleti vegyész, egyetemi tanár, a szerves kémia történetének nagy alakja, a benzolgyűrű szerkezetének elméleti kidolgozója.

## Nevének írásmódja
- Családi neve eredetileg  Kekule, a franciás -é hangot csak később vette fel a nevében.[13]

## Életpályája
Ludwig Karl Kekule hivatalnok családjában született. Apja rózsanemesítéssel is foglalkozott. August nyelvtehetsége hamar kitűnt: anyanyelvén túl franciául, olaszul és angolul is kiválóan tudott. Ugyanakkor egyetemi évei során (1847-ig) rendszeresen sportolt. Szeretett zsonglőrködni és táncolni is. Előbb a kémia magántanára volt Heidelbergben, majd 1859 és 1865 között a belgiumi Genti Egyetem tanára volt. Ezután Bonnban tanított az egyetemen pályafutása végéig. 1862-ben kötött házasságot Gentben az angol Stephanie Droryval, George William Drory gázgyáros lányával. Fiuk, Stephan Kekule jogász lett. Második házassága Luise Högel (1845–1920) 1876-ig tartott; ebből további három gyermeke született.

## Művei
Nagyobb munkái, amelyeket azonban nem fejezett be: Lehrbuch der organischen Chemie (1859) és a Chemie der Bensolderivate (1867).

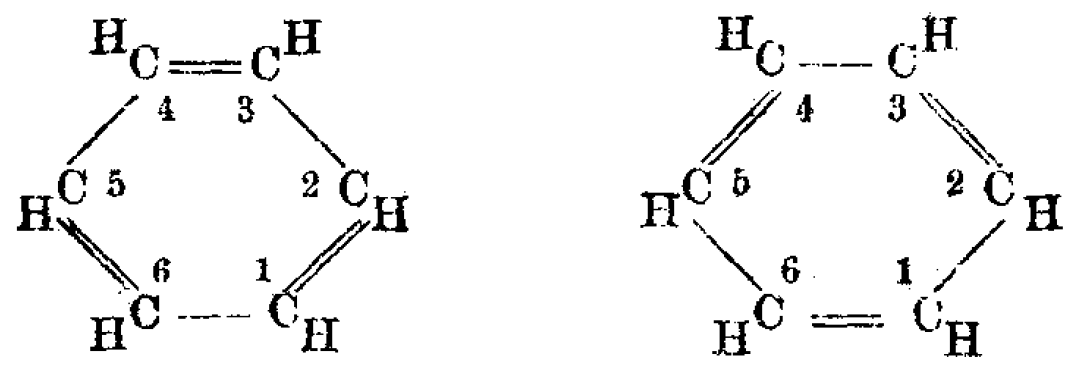
A benzolgyűrű Kekulé eredeti publikációjában
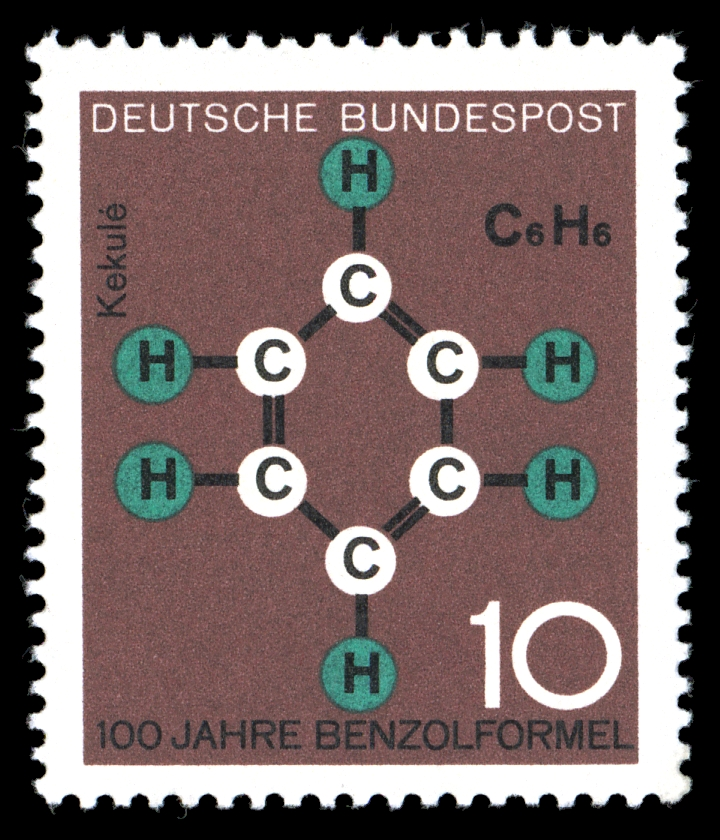
A benzolgyűrű emlékbélyegen

## Emlékezete
- Sírja Poppelsdorfban található.
- Emlékművét a Bonni Egyetem régi Kémiai intézetében állították fel.

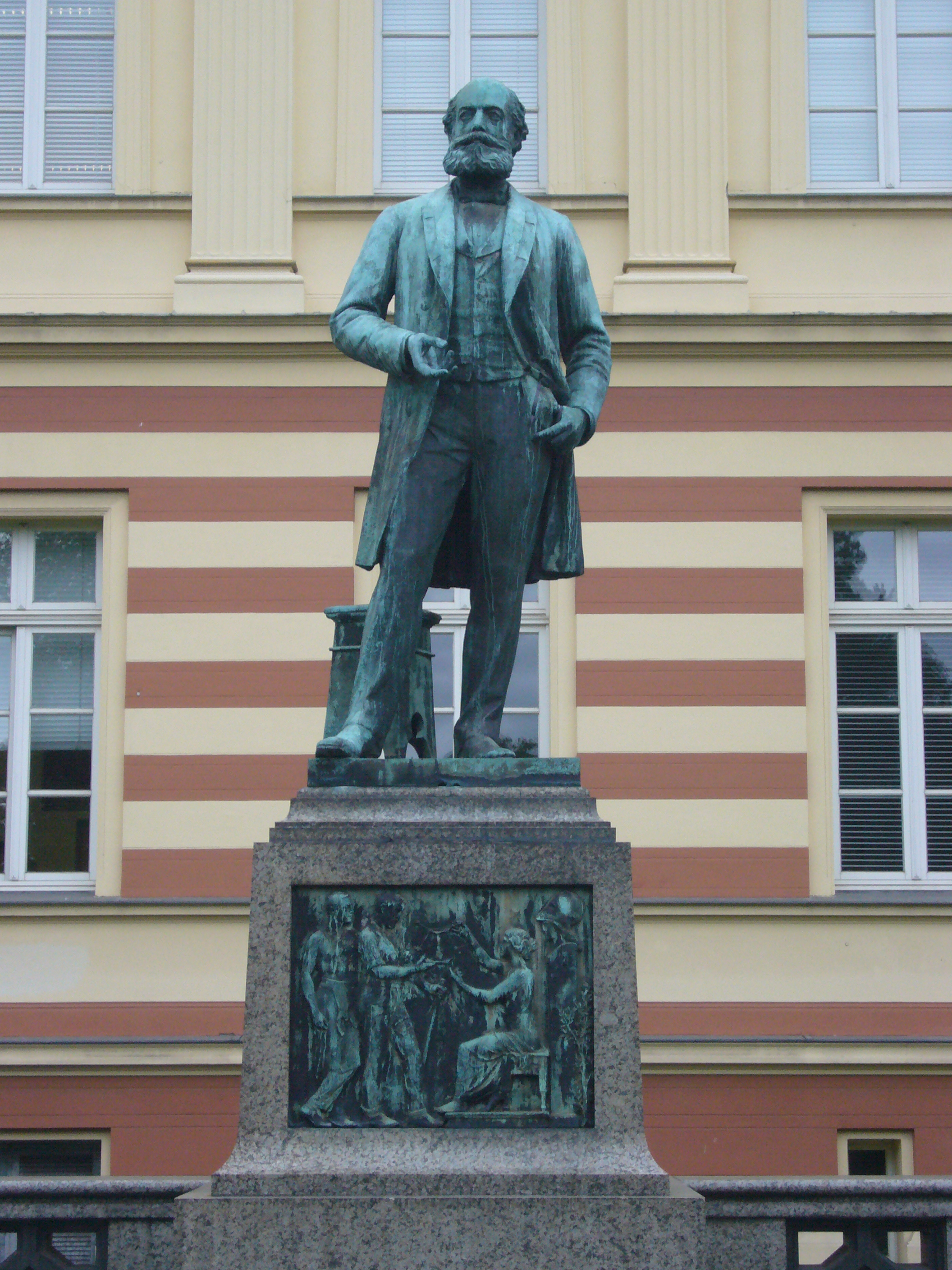
Emlékműve a Bonni Egyetem régi Kémiai Intézetében
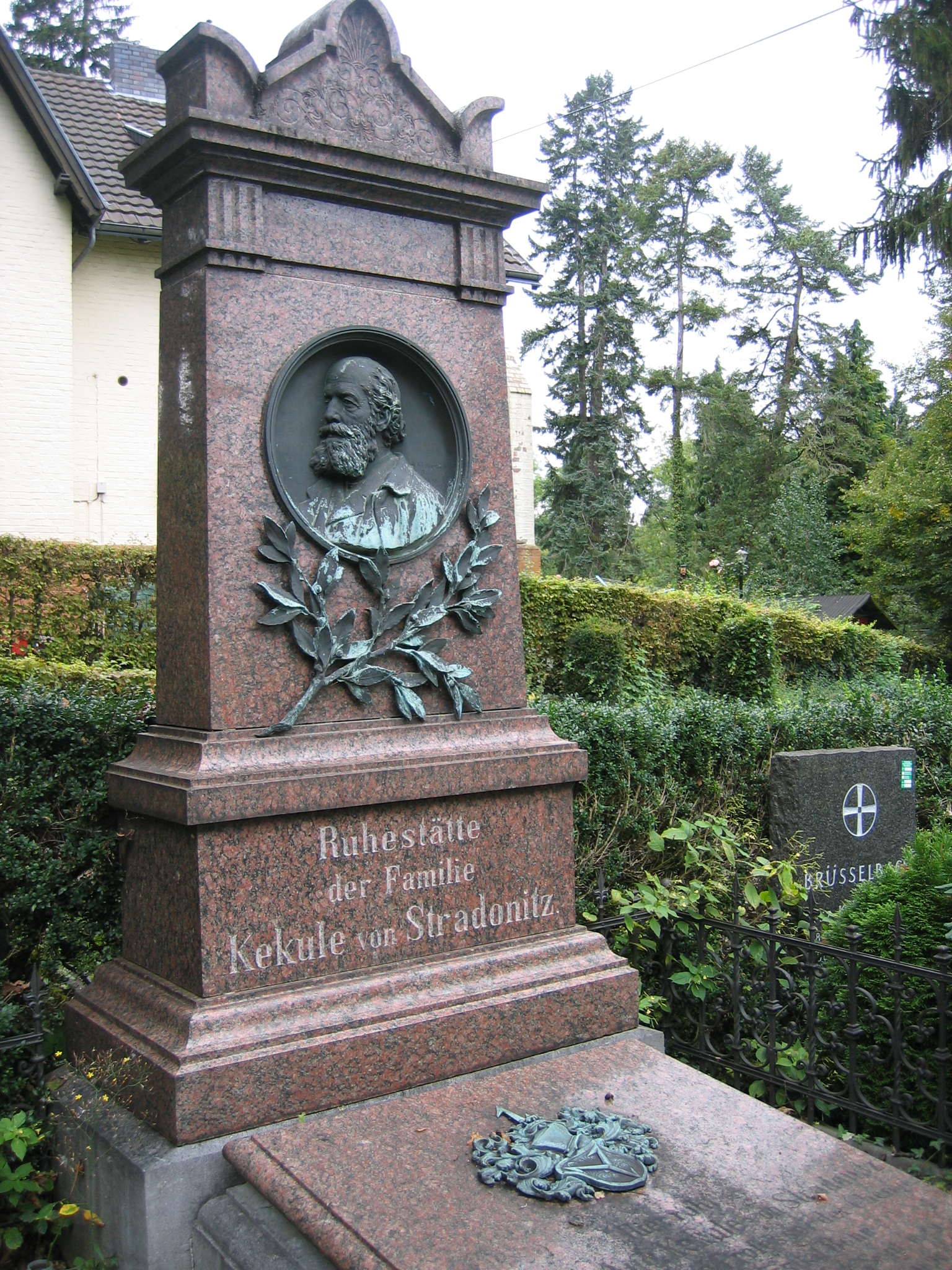
Kekulé sírja Poppelsdorfban

## Fordítás
- Ez a szócikk részben vagy egészben  az   August Kekulé című német Wikipédia-szócikk fordításán alapul.  Az eredeti cikk szerkesztőit annak laptörténete sorolja fel. Ez a jelzés csupán a megfogalmazás eredetét és a szerzői jogokat jelzi, nem szolgál a cikkben szereplő információk forrásmegjelöléseként.